# 海浪级潜艇
540型海浪级（希伯莱文：גל） 也常音译成盖尔级，是德国HDW公司的206級潛艇稍作改动为以海军生产的。它也有着206級的标志性巨大艇首。 建造它们的是英国巴罗市的维克斯船厂。 它们是以色列拥有的第二代潜艇（第一代是英国的特里同级潜艇，仍叫盖尔级），之后就是海豚级潜艇